# 皮馬虹銀漢魚
皮馬虹銀漢魚，為輻鰭魚綱銀漢魚目虹銀漢魚科的其中一種，分布於巴布亞紐幾內亞Pima河流域，為熱帶魚類，體長可達10公分，棲息在海拔約800公尺的溪流底中層水域，喜有岩石及沉木，生活習性不明，可做為觀賞魚。

## 擴展閱讀
維基物種上的相關：皮馬虹銀漢魚